# Летище „Йоан Павел II Краков-Балице“
Летище „Йоан Павел II Краков-Балице“ (на полски: Międzynarodowy Port Lotniczy im. Jana Pawła II Kraków-Balice с кодове IATA: KRK, ICAO: EPKK) е международно летище, разположено в село Балице на 11 km западно от центъра на град Краков, южна Полша. То е второто по трафик летище в страната след варшавското летище „Фредерик Шопен“. Свързано е с града посредством автобусни линии и железница.

## История

### Ранни години
Летището отваря врати за гражданската авиация през 1964 година. До 28 февруари 1968 година аеропортът се е използвал и за военни цели. 4 години по-късно е построен първият терминал. През 1995 година летището променя името си на „Йоан Павел II“ Краков-Балице в памет на Папа Йоан Павел II, който е прекарал голяма част от живота си в Краков.

### Развитие след 2000 година
Летището е модернизирано за втори път през 2002 година и оттогава се свързва с други летища по света. През 2003 година ирландската нискотарифна компания Ryanair заявява интерес да оперира от летището, но летищните власти отказват да намалят таксите за кацане. В отговор на това местните власти и Малополското войводство решават да построят ново летище в близост до вече съществуващото, но да използват пистата. Постигнато е съгласие и е позволено на Ryanair и на други нискотарифни компании да оперират от летището. От 1 март 2007 година е отворен и втори терминал, от който се изпълняват вътрешни полети.

## Съоръжения

### Терминал
На 11 април 2013 година започва конструирането на нов терминал, който ще се намира до вече съществуващите. Новият е завършен през септември 2015 година. Той работи денонощно, целогодишно и от него се изпълняват всички полети. Капацитетът е 8 милиона пътници годишно. Старият терминал се обновява и след пускането му в експлоатация летището ще разполага с най-големите терминали.

### Писти
Летището има една бетонна писта (07/25), размери: 2550 m × 60 m. Втората писта е с тревно покритие и се използва само в спешни случаи.

### Дестинации
| Авиокомпания                  | Град – Летище |
| ----------------------------- | --- |
| Air Berlin                    | Берлин „Тегел“ |
| Austrian Airlines             | Виена |
| British Airways               | Лондон „Хийтроу“ |
| Brussels Airlines             | Брюксел |
| easyJet                       | Белфаст, Бристъл, Венеция, Единбург, Ливърпул, Лион, Лондон „Гетуик“, Манчестър, Милано „Малпенса“, Наполи, Париж „Шарл дьо Гол“, Хамбург |
| easyJet Switzerland           | Женева, Цюрих |
| Eurowings                     | Дюселдорф (от 26 март 2017) Сезонно: Щутгарт |
| Jet2.com                      | Бирмингам (от 3 ноември 2017), Манчестър, Нюкасъл ъпон Тайн |
| KLM Cityhopper                | Амстердам |
| LOT                           | Варшава, Гданск |
| Lufthansa                     | Мюнхен, Франкфурт |
| Norwegian Air Shuttle         | Берген, Копенхаген, Осло, Ставангер, Стокхолм-Арланда, Тронхайм |
| Ryanair                       | Айндховен, Аликанте, Белфаст, Бирмингам, Болоня, Борнмът, Бристъл, Брюксел „Шарлероа“, Гданск, Гран Канария, Дортмунд, Дъблин, Единбург, Ийст Мидлъндс, Каляри, Ливърпул, Лийдс/Брадфорд, Лондон „Станстед“, Мадрид, Малага, Малта, Манчестър, Милано „Бергамо“, Осло „Торп“, От Пирене (от 26 март 2017), Париж „Бове“, Пескара (от 27 март 2017), Порто (от 27 март 2017), Рим „Чампино“, Стокхолм, Тенерифе - юг, Тревизо (от 29 март 2017), Хирона, Шанън, Тарб - Лурд Сезонни: Ейлат, Кос, Палма де Майорка, Пафос, Пиза, Трапани, Ханя (от 1 април 2017) |
| Scandinavian Airlines         | Копенхаген, Стокхолм „Арланда“ (от 26 март 2017) |
| Swiss International Air Lines | Цюрих |